# Leucocoryne pauciflora
Leucocoryne pauciflora är en amaryllisväxtart som beskrevs av Rodolfo Amando Philippi. Leucocoryne pauciflora ingår i släktet Leucocoryne och familjen amaryllisväxter. Inga underarter finns listade i Catalogue of Life.